# Łowkieniki (rejon solecznicki)
Łowkieniki (lit. Laukininkai) − wieś na Litwie, w gminie rejonowej Soleczniki, 5 km na zachód od Butrymańców, zamieszkana przez 16 ludzi. Przed II wojną światową w Polsce, w powiecie lidzkim województwa nowogródzkiego.